# Friedrichstraße 77 (Wernigerode)

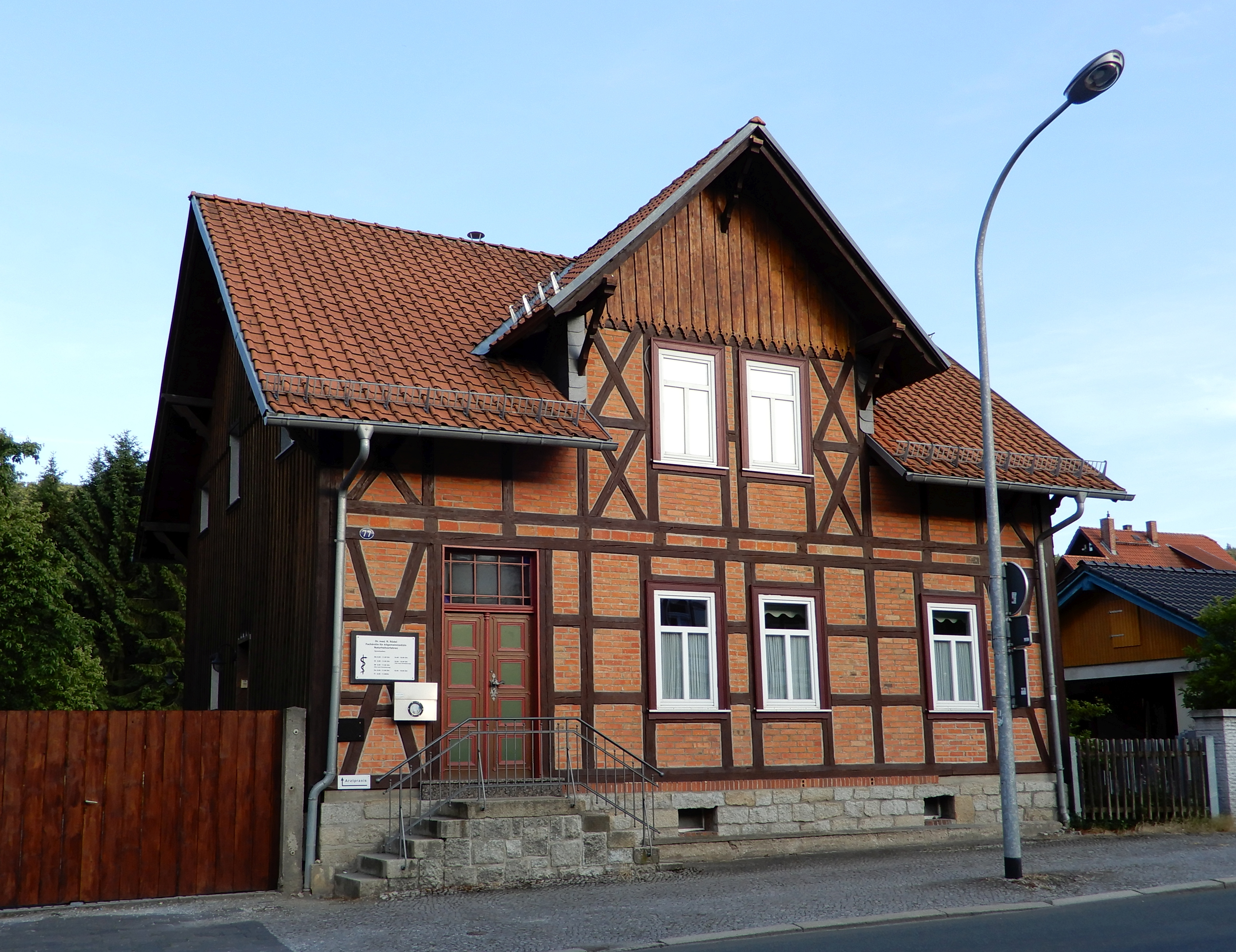
Friedrichstraße 77

Das Haus Friedrichstraße 77 ist ein denkmalgeschütztes Wohngebäude im Stadtteil Hasserode von Wernigerode, Landkreis Harz, in Sachsen-Anhalt, das heute auch als Arztpraxis genutzt wird.

## Lage
Das Gebäude Friedrichstraße 77 befindet sich an der Südostseite der durch Hasserode führenden Friedrichstraße, nicht weit von der Einmündung der Frankenfeldstraße entfernt.

## Architektur und Geschichte
Es handelt sich um ein zweietagiges Haus im einfachen, funktionellen Fachwerkstil. Dazu gehört auch ein Hofraum mit früheren Stallungen sowie ein Garten, der sich in Richtung der Gleise der Harzquerbahn erstreckt. Der ursprüngliche Hauseingang befindet sich zur Straßenseite, während für die Arztpraxis ein seitlicher Nebeneingang genutzt wird.
Das Haus wurde 1767/1768 als Kolonistenhaus im damaligen Friedrichsthal an der Langen Straße errichtet. Erster Besitzer war der Gärtner Johann Conrad Brecht, der einen Amtsacker bei Brechts Garten besaß. Das Nachbarhaus Nr. 65 (heute Friedrichstraße 78) befand sich damals im Besitz des Grenadiers Chr. Gottfried Frankenfeld.
Knapp 100 Jahre später – 1861 – befand sich das Haus, das damals die Ortslistennummer 64 trug, im Besitz der 48-jährigen Gärtners Heinrich Frankenfeld, der mit seinen beiden Söhnen Carl (18 J.) und Wilhelm (13 J.) sowie der Tochter Wilhelmine (7 J.) in diesem Haus wohnte. Als Untermieter lebten der Schuhmachermeister Wilhelm Zeyher mit Ehefrau sowie die 61-jährige Johanne Etterwindt mit im Gebäude.
Das Nachbargebäude (heute Friedrichstraße 78) befand sich 1861 ebenfalls im Besitz der Frankenfelds, aber eines anderen Vertreters dieser weitverzweigten Familie und zwar des Gärtners Friedrich Frankenfeld mit seiner Familie.
Im Jahre 1875 ist der Gärtner Heinrich Frankenfeld immer noch im Besitz des Gebäudes Lange Straße 64 und der genannte Friedrich Frankenfeld im Besitz der Nr. 65.
Im örtlichen Denkmalverzeichnis ist das Haus als Baudenkmal unter der Erfassungsnummer 094 03327 im Denkmalbereich Friedrichstraße verzeichnet.